# Tomo Miličević
Tomislav "Tomo" Miličević (Sarajevo, 3. septembra 1979) jeste američki rok-muzičar. Hrvatskog je porekla. Gitarista je alternativne rok bend Thirty Seconds to Mars. 

## Porodica
U uzrastu od tri godine Miličević sa roditeljma, Tonkom i Damirom Miličević, pereselio u Troju, Mičigen, gde je diplomirao Athens High School. On je rekao da ako bi oni ostali u Jugoslaviji, to u 16 godina on bio u vojsci, a u 17 su se borili na frontu. Kada Tomo imao 18 godina njegovi roditelji su otvorili restoran u Los Anđelesu. Tomo ima starija sestru koja je model i glumica Ivana Miličević. 
Oženjen je sa Vikom Bosanko. Trenutno živi u Detroitu.

## Muzika
Tomo je studirao na violinista; on je počeo da se igra u 3 godine i igrao do 19 godina. Zatim je otvorio za sebe hevi metal. Tomislav je rekao ocu da želi da svira gitaru i oni su joj uradili zajedno. Tomo profesionalno igrao gitaru nekoliko godina. On je počeo da piše muziku kada mu je bilo 17 godine. Miličević je opisao svoju muziku kao rok; na njega su uticali Nirvana, Led Zeppelin, Deep Purple, Metallica tokom Kill 'Em All, The Who, Alice in Chains i Slayer.
Tomo je otišao u kulinarsku školu i dobio obrazovanje kuvara, ali muzika bio njegov pravi strast. Neko vreme on igrao sa lokalnom rok-bendom Morphic od Mičigenu.
Zatim Tomo odlučio da konačno hapusti muzički biznis i da proda svi svoji instrumenti. Onda Šenon Leto mu je rekao o slušanju u Thirty Seconds to Mars, zato što Solon Biksler napustio njihov bend. Tomo bio jedan od najvećih fanova sa obrazobanja ovog benda. On bio odobran od 200 muzičara, najpre zbog svog talanta, a onda zbog njegove dobrote i individualnosti. Pet dana kasnije, 3. februara 2003, Tomo igrao sa Džaredom Leto, Šenonom Leto i Metom Uokterom na The Late Late Show with Craig Kilborn.
Gitara koju je napravio sa svojim ocem, je korišćena za snimanje drugog albuma "A Beautiful Lie" u pesmi "A Modern Myth". Na intervju Tomo je rekao da nakon snimanja on je pozvao svom ocu i rekao sam mu da on je koristio gitaru.

## Diskografija

### Thirty Seconds to Mars

#### Albumi
- 2005 — A Beautiful Life
- 2009 — This Is War
- 2013 — Love Lust Faith + Dreams

#### Mini-albumi
- 2007 — AOL Sessions Undercover
- 2008 — To the Edge of the Earth

## Muzički instrumenti
Tomo svira gitaru marke Gibson Les Paul Custom guitar sa korišćenjem sledećih uređaja: pedala zvuka Ernie Ball, pedala Digitech whammy, Ibanez Tube Screamer, Boss Super Chorus, Boss Flanger, Boss DD-20 Giga Delay.

## Spoljašnje veze
- Tomo Miličević u Twitter
- Tomo Miličević u Instagram
- Tomo Miličević u Vkontakte